# Ballard (TV-serie)
Ballard är en amerikansk kriminalserie som har en planerad premiär på Prime Video den 9 juli 2025. Den första säsongen som består av 10 avsnitt är en spinoff på TV-serien Bosch.

## Handling
Serien utspelar sig i Los Angeles och handlar om polisen Renée Ballard som leder en ny avdelning för kalla fall inom LAPD.

## Rollista (i urval)
- Maggie Q - Renée Ballard
- John Carroll Lynch - Thomas Laffont
- Michael Mosley
- Amy Hill
- Rebecca Field
- Victoria Moroles